# Coupe du monde de combiné nordique 2002-2003
Navigation
2001–2002 2003–2004
La Coupe du monde de combiné nordique 2003 est la vingtième édition de la compétition organisée par la Fédération internationale de ski. Elle a débuté le 29 novembre 2002 à Kuusamo et s'est terminée le 15 mars 2003 à Lahti également en Finlande. La saison a été interrompue en février pour laisser part aux Championnats du monde de ski nordique à Val di Fiemme.
L'Allemand Ronny Ackermann termine premier au classement général et du sprint et ce pour la deuxième année consécutive. Felix Gottwald gagne quant à lui le Grand prix d'Allemagne.

## Classement final
| Rang | Nom              | Pays       | Points |
| ---- | ---------------- | ---------- | ------ |
| 1    | Ronny Ackermann  | Allemagne  | 1135   |
| 2    | Felix Gottwald   | Autriche   | 790    |
| 3    | Björn Kircheisen | Allemagne  | 678    |
| 4    | Hannu Manninen   | Finlande   | 678    |
| 5    | Samppa Lajunen   | Finlande   | 629    |
| 6    | Georg Hettich    | Allemagne  | 592    |
| 7    | Johnny Spillane  | États-Unis | 511    |
| 8    | Kenneth Braaten  | Norvège    | 414    |
| 9    | Todd Lodwick     | États-Unis | 374    |
| 10   | Kristian Hammer  | Norvège    | 345    |

## Résultats
| Date                   | Lieu                | Pays      | Tremplin               | Discipline   | Premier          | Deuxième        | Troisième                          |
| ---------------------- | ------------------- | --------- | ---------------------- | ------------ | ---------------- | --------------- | ---------------------------------- |
| 29 novembre 2002       | Kuusamo             | Finlande  | Rukatunturi K120       | SP LH/7,5 km | Hannu Manninen   | Ronny Ackermann | Björn Kircheisen                   |
| 1er décembre 2002      | Kuusamo             | Finlande  | Rukatunturi K120       | SP LH/7,5 km | annulé           | annulé          | annulé                             |
| 6 décembre 2002        | Trondheim           | Norvège   | Granåsen K120          | SP LH/7,5 km | Björn Kircheisen | Johnny Spillane | Georg Hettich                      |
| 7 décembre 2002        | Trondheim           | Norvège   | Granåsen K120          | IN LH/15 km  | Björn Kircheisen | Georg Hettich   | Johnny Spillane                    |
| 8 décembre 2002        | Trondheim           | Norvège   | Granåsen K120          | SP LH/7,5 km | Björn Kircheisen | Ronny Ackermann | Johnny Spillane                    |
| 14 décembre 2002       | Harrachov           | Tchéquie  | Čerťák K90             | IN NH/15 km  | Samppa Lajunen   | Hannu Manninen  | Björn Kircheisen                   |
| 15 décembre 2002       | Harrachov           | Tchéquie  | Čerťák K90             | SP NH/7,5 km | Hannu Manninen   | Samppa Lajunen  | Ronny Ackermann                    |
| Grand Prix d'Allemagne |                     |           |                        |              |                  |                 |                                    |
| 1er janvier 2003       | Oberhof             | Allemagne | Hans Renner K120       | SP LH/7,5 km | Felix Gottwald   | Ronny Ackermann | Mario Stecher                      |
| 8 janvier 2003         | Ramsau am Dachstein | Autriche  | Mattensprunganlage K90 | SP NH/7,5 km | Samppa Lajunen   | Ronny Ackermann | Hannu Manninen                     |
| 12 janvier 2003        | Chaux-Neuve         | France    | La Côte Feuillée K90   | IN NH/15 km  | Felix Gottwald   | Ronny Ackermann | Todd Lodwick                       |
| 22 janvier 2003        | Hakuba              | Japon     | Hakuba K120            | SP LH/7,5 km | Ronny Ackermann  | Hannu Manninen  | Georg Hettich                      |
| 25 janvier 2003        | Sapporo             | Japon     | Ōkurayama K120         | MS LH/10 km  | Ronny Ackermann  | Georg Hettich   | Samppa Lajunen                     |
| 8 mars 2003            | Oslo                | Norvège   | Holmenkollen K115      | SP LH/7,5 km | Felix Gottwald   | Ronny Ackermann | Ola Morten Græsli Björn Kircheisen |
| 9 mars 2003            | Oslo                | Norvège   | Holmenkollen K115      | SP LH/7,5 km | Ronny Ackermann  | Felix Gottwald  | Ola Morten Græsli                  |
| 14 mars 2003           | Lahti               | Finlande  | Salpausselkä K116      | IN LH/15 km  | Ronny Ackermann  | Felix Gottwald  | Jouni Kaitainen                    |
| 14 mars 2003           | Lahti               | Finlande  | Salpausselkä K116      | SP LH/7,5 km | Felix Gottwald   | Kenneth Braaten | Ronny Ackermann                    |

Légende :

IN = Gundersen

SP = sprint

MS = départ en ligne

NH = petit tremplin
LH = grand tremplin